# Michel Thibaud
Michel Thibaud est un réalisateur, assistant réalisateur, auteur et metteur en scène français.

## Filmographie

### Réalisateur
- 1992 : Faut pas rêver (court métrage)
- 1996 : Pourvu que ça dure

### Assistant réalisateur
- 1980 : Un mauvais fils de Claude Sautet
- 1980 : Inspecteur la Bavure de Claude Zidi
- 1982 : Les Sous-doués en vacances de Claude Zidi
- 1982 : Le Choc de Robin Davis
- 1982 : La Boum 2 de Claude Pinoteau
- 1983 : La Crime de Philippe Labro
- 1984 : Femmes de personne de Christopher Frank
- 1984 : La Smala de Jean-Loup Hubert
- 1984 : Rive droite, rive gauche de Philippe Labro
- 1986 : La Gitane de Philippe de Broca
- 1987 : Flag de Jacques Santi

## Théâtre

### Auteur
- 2004 : Un homme parfait, mise en scène de Jean-Pierre Dravel et Olivier Macé.